# 天主教帕尔梅拉-杜斯印第乌斯教区
天主教帕爾梅拉-杜斯印第烏斯教區（拉丁語：Dioecesis Palmiriensis Indorum）是巴西一個天主教教區，位於阿拉戈斯州西北部，屬馬塞約總教區。
教區成立於1962年2月10日，2004年有教友470,000人，佔總人口84.0%。有廿七個堂區、司鐸卅七人。現任教區主教為厄瑪奴耳·德-歐利韋拉-索阿雷斯-菲爾奧。